# Caldwell (Idaho)
Caldwell è una città (city) degli Stati Uniti d'America, capoluogo della contea di Canyon, nello Stato dell'Idaho.